# Turchia ai Giochi della XXXI Olimpiade
La Turchia ha partecipato ai Giochi della XXXI Olimpiade, che si sono svolti a Rio de Janeiro, Brasile, dal 5 al 21 agosto 2016.

## Atletica
La Turchia ha qualificato a Rio i seguenti atleti:
- 100m maschili - 2 atleti (Ramil Guliyev e Jak Ali Harvey
- 5000m maschili - 1 atleta (Ali Kaya)
- 10000m maschili- 1 atleta (Ali Kaya)
- Maratona maschile - 1 atleta (Bekir Karayel)
- Maratona femminile - 2 atleti (Nilay Esen e Sultan Haydar)
- 3000m siepi maschile - 1 atleta (Tarik Langat Akdag)
- Lancio del peso femminile - 1 atleta (Emel Dereli)

## Nuoto
| Atleta                 | Evento      | Batterie | Batterie   | Semifinali | Semifinali | Finale          | Finale          |
| Atleta                 | Evento      | Tempo    | Classifica | Tempo      | Classifica | Tempo           | Classifica      |
| ---------------------- | ----------- | -------- | ---------- | ---------- | ---------- | --------------- | --------------- |
| Viktoriya Zeynep Güneş | 400 m misti | 4:41"79  | 18ª        | N.D.       | N.D.       | non qualificata | non qualificata |

| Atleta      | Evento       | Batterie | Batterie   | Semifinali | Semifinali | Finale          | Finale          |
| Atleta      | Evento       | Tempo    | Classifica | Tempo      | Classifica | Tempo           | Classifica      |
| ----------- | ------------ | -------- | ---------- | ---------- | ---------- | --------------- | --------------- |
| Nezir Karap | 400 m libero | 3:58"37  | 43ª        | N.D.       | N.D.       | non qualificato | non qualificato |